# 2013年土耳其反政府抗议运动
2013年土耳其抗议运动是从2013年5月28日在土耳其发生至今的抗议运动，被抗议者称为“占领盖齐运动”，也被媒体称为“土耳其之春”。抗议运动最初是约50名环保人士在土耳其最大城市伊斯坦布尔搭建帐篷营地，抗议政府将塔克西姆盖齐公园征收改造成购物中心。土耳其警察逮捕抗议者，焚烧他们的帐篷，引发了更大规模的抗议运动。随后更蔓延到土耳其上百个城市，数百万民众游行抗议，同时在其他国家的土耳其人社区也有聲援。土耳其总理雷杰普·塔伊普·埃尔多安並未有留守土耳其处理此事，他於6月3日开始了访问北非国家的3天之旅；同日，土耳其工会宣布在4日和5日举行全国大罢工。
在伊斯坦布尔、安卡拉、安塔利亚、埃迪尔内、梅尔辛、亚达那、科尼亚、萨姆松、安塔基亚、博德鲁姆和马尔丁省都有人走上街头游行示威抗议政府。
抗议人群包括左翼反對派，世俗主義者、自由主義者以及民族主义的土耳其人、库尔德人、亚美尼亚人、希腊人和犹太人，抗议的内容包括地方环境和土耳其总理埃尔多安的威权统治、土耳其政府的限酒令、公共场合接吻和叙利亚内战。新闻媒体报道此事，认为此次运动是埃尔多安统治土耳其十年以來的最大挑战。

## 背景
現任土耳其总理雷杰普·塔伊普·埃尔多安自從領導其溫和中間偏右伊斯蘭正義與發展黨於2002年大選勝出，至今已連任三屆及執政十年，期間他一方面繼續推動加入歐盟和加強與美國的軍事及外交關係，另一方面他被指漸進式推動伊斯蘭化，引來世俗派的反對。土耳其人口以穆斯林居多，不过一直维持世俗国家地位。土耳其自立國以來一直堅持政教分離及親西方的國策。部分民眾抗议埃尔多安推动保守、倾向伊斯兰主义者的政策。有专家认为，土耳其宗教力量和世俗力量相互较量是此次矛盾爆发的根源。

## 事件

### 5月28日
2013年5月28日，50名环保人士反对安卡拉市中心科兹拉伊广场附近的塔克西姆盖齐公园进行的改建拆除计划，举行游行示威。

### 5月31日
2013年5月31日，警方用催泪弹镇压抗议者，逮捕了至少60人，数百人受伤。警方的行动在土耳其受到广泛关注。5月31日晚上，抗议者达到数千人，根据土耳其政府消息，超过900人被警方拘留了，“在土耳其的48个省份，包括伊斯坦布尔、安塔利亚、科尼亚和许多其他地方的人”。

### 6月1日
示威者在塔克西姆广场和警察对峙，示威者高呼“团结起来反对法西斯”、“政府下台”等口号，同时向警察投掷石块，警察使用用催泪弹、高压水龙驱散人群，导致10余人受伤，60余人被捕。

### 6月2日
6月2日，在总理雷杰普·塔伊普·埃尔多安的伊斯坦布尔办公楼前面和塔克西姆广场，抗议者呼喊：“独裁者下台！我们会坚持抗争，直到我们胜利。”伊斯坦布尔警方用催泪瓦斯和高压水炮驱散人群。在土耳其全国境内，一共有90余起抗议运动，导致939人被捕，加拿大温哥华、英国伦敦、荷兰阿姆斯特丹和德国柏林等土耳其人社区也有抗议运动。

### 6月3日
6月3日，贝希克塔什区的街头，数千名示威者和警察对峙，警察用高压水龙和催泪瓦斯进行驱散人群，示威者大多数是中产阶级，他们不满土耳其总理的伊斯兰化。同日，由于土耳其国内局势混乱，导致其股票大跌6%。

### 6月5日
6月5日，副总理阿林奇当天首度向因遭警方镇压而受伤的群眾致歉，並称当局已「学到教训」，呼吁民眾停止示威。

### 6月6日
数千名抗议者滞留在塔克西姆。由于是伊斯兰的圣夜，抗议者不担心和警察发生任何冲突。这是抗议以来贝西克塔斯的第一个没有冲突的夜晚。当局除了扣留一个因昨晚发送推特的抗议者外，其他人都获释。当总理埃尔多安有关抗议者是被极端分子操纵，示威者包括“极端分子，其中一些抗议者与恐怖主义有牵连”。坚持继续重建计划后不久，土耳其股市下跌5％。
回国后，埃尔多安向数千名支持者们表示“除了真主外，没有任何力量能阻止土耳其的崛起”。支持者们回应“我们可以为你去死,埃尔多安。”“让我们把他们全粉碎”。

### 6月7日
伊迪尔省的AKP党的领袖，穆罕默德Soyuk，在抗议中辞职。

### 6月8日
抗议行动继续在塔克西姆广场进行。并获得伊斯坦布尔主要足球俱乐部球迷的支持，在他们配合下，耀眼的烟花绽放在阿塔图尔克文化中心的顶部。
“我们绝对不再想建设一个购物中心、酒店或居民楼。它可以成为一个城市的博物馆或展览中心，”伊斯坦布尔市市长卡迪尔Topbas告诉记者。

### 6月11日
埃爾多安答應與示威者代表會面，警方卻在早上採取行動，出動水炮、催淚彈和橡膠子彈對付聚集在廣場上的數百名示威者，又破壞示威者的帳篷，並拆除示威標語。有記者被推跌，俄國國際官方媒體Russia Today(RT)的記者更形容廣場有如戰場。示威者選擇還擊，投擲汽油彈，有用作鎮壓的水炮車起火。

### 6月12日
数千名土耳其伊斯坦布尔律师一起走向街头，抗议警察非法逮捕他们的同行。土耳其总理埃尔多安所属政党的发言人表示，接受对伊斯坦布尔公园的开发规划进行全民公投。数百人在塔克西姆广场欣赏了钢琴独奏音乐会。土耳其总理埃尔多安在他办公室约见11位抗议者时，暗示愿意接受对伊斯坦布尔公园的开发规划进行全民公投。

### 6月13日
土耳其总理埃尔多安最后通牒，警告伊斯坦布尔公园数千名占领者立即离开公园，特别是妇女儿童。当地深夜，埃尔多安与第二批抗议者会面。

### 6月14日
执政的正义与发展党副主席兼发言人塞利克宣布，13日晚上埃尔多安总理与16名示威者代表在安卡拉举行了4小时的对话，埃尔多安承诺将把是否拆公园留给法院裁决，若法院决定维持公园现状政府将严格遵守；如果法院支持政府的拆除计划，政府将组织一次全民公投以决定公园的命运。

## 政府反应
6月2日，土耳其总理埃尔多安承认警方“极端反应”存在过失，又说塔克西姆广场“不能成为极端主义分子猖獗的地区”，呼吁伊斯坦布尔民众停止抗议，同时，他表示愿意同抗议者展开对话，但是抗议者没有明确的代表组织或个人。
6月6日，土耳其总理埃尔多安反驳抗议行为是由不民主和极端分子操纵，示威者包括“极端分子，他们中的一些人和恐怖主义有牵连”。他说，重建计划将继续进行。这些讲话播出不久，土耳其股市下跌5％。埃尔多安结束他的外交之旅时，正义与发展党大量散发短讯，并组织巴士，向阿塔图尔克机场运送支持他的人群，并高呼口号“埃尔多安·我们会为你死”。
6月8日，“我们绝对不再想建设一个购物中心、酒店或居民楼。它可以成为一个城市的博物馆或展览中心，”伊斯坦布尔市市长卡迪尔Topbas告诉记者。
6月14日，埃尔多安表示将把是否拆公园留给法院裁决和全民公投以决定公园的命运。

## 示威者訴求
占领盖齐运动中，数百万土耳其人参与抗议的人们从反对拆迁，保存树木和公园的初始诉求，与阿拉伯之春、占领华尔街一样，短短几天内就发展成为争取自由和民主的《占领盖齐》运动。占领盖齐表示“我们不是政党，而是人民”。他们的要求：
1. 必须保留盖齐公园
2. 无论是省长，还是警察局长，谁下令暴力镇压，谁必须辞职
3. 必须禁止催泪弹等防暴材料
4. 必须立即释放被拘留的公民
5. 必须取消和停止有关在广场和公共场所集会的禁令
6. 總理埃爾多安下台

## 媒体
6月2日，在土耳其首都广场被数以万计的民众占领，有些示威者被警察群殴时，CNN土耳其语新闻频道，一直连续播放记录片《企鹅》。6月3日Democracy Now播发了记者Amy Goodman采访抗议者的视频。6月5日纽约时报报道，由于土耳其记者们对百万民众抗议运动缺乏大胆的报道，一个脱口秀主持人，在他晚间游戏节目中，提了七十多次有关抗议运动的问题。
因缺乏主流媒体的报道，社交媒体起到了关键作用，从下午5月31日四点开始的12个小时内，用推特主题标签#占领塔克西姆盖齐公园＃OccupyGezi和＃DirenGeziParki，播发了超过200万的推特短讯。土耳其总理埃尔多安在一次讲话中说：“现在有一种来自推特的威胁，在那里能找到散布谣言最佳例证。对我来说，社交媒体给社会治安带来最严重的威胁”。2012年十二月皮尤研究中心的研究显示，35％的土耳其人使用社交网站。
有报道称，在某些地区的3G信号已关闭；为此，一些商店和办公室中删除了他们无线网络的密码功能，供占领者免费使用。由于审查互联网的传言， 越来越多地土耳其互联网手机用户，在占领运动中使用虚拟专用网络VPN。在伊兹密尔有16人用推特发送了他们被捕的短讯。

## 国际反应

### 组织
- 占领华尔街发表声明：我们非常关心土耳其人民的街头抗争。政客和商人把人们拒之门外，让他们不知情，为他们做决定。当土耳其民众向拆迁商说“不！”时，他们就用暴力镇压。[72]
- 匿名者发动了“土耳其行动”，入侵了土耳其总统和执政党网站，以支持反政府抗议者。[73][74]
- 欧盟委员会发表声明说：“我们谴责所有的过激行为和过度使用武力”。[75]
- 国际特赦组织公布冲突中至少2名民众死亡，超过1000人受伤，指责土耳其政府使用大量警察和暴力对待和平示威者，同时对土耳其政府处理不当导致大规模暴力冲突的做法“可耻”。[76]
- 国际工会联盟呼吁各成员国要求警察结束使用暴力，呼吁土耳其当局释放抗议者，等等。 [77]

### 国家
- 英国外交部谴责土耳其当局“不分青红皂白”使用催泪瓦斯，并且补充说：“我们鼓励土耳其当局尊重和平抗议的权利和集会自由，这是在任何一个民主社会的基本人权”。
- 美国国务院发言人珍妮佛·帕莎其对此表示担忧：“我们认为，土耳其的长期稳定、安全与繁荣的最好保证是坚持言论、集会和结社自由。”[78][79]
- 荷兰外交部长弗兰·蒂默曼说：他对警察对示威者过度使用暴力表示一些担忧，同时也对言论自由和新闻媒体自由表示担忧。[80]
- 伊朗外交部发言人阿巴斯说：伊朗不会干扰土耳其的国内政策，但土耳其警方与土耳其公民爆发冲突不符合逻辑。
- 叙利亚新闻部长奥木兰·萨左比批评土耳其总理对待抗议者的大规模镇压方式。[81]

### 其他
- 语言学家诺姆·乔姆斯基谴责土耳其当局镇压塔克西姆盖齐的环保运动，“当我回忆的时刻，它是最可耻的土耳其历史。”[82]
- 斯洛文尼亚哲学家索拉乌·杰兹旺发表了支持土耳其革命社会主义工人党的文章。[83]
- 明星麦当娜、女演员蒂尔达·斯温顿、音乐家莫比、演员乔许·杜默、模特儿米兰达·凯尔表示支持抗议者。[84][85]
- 乌克兰女权组织发布了一份视频呼吁土耳其妇女为自己的权利挺身而出。[86]
- 作家尼尔·盖曼在他的博客表示支持抗议者。[87]
- 前英国摇滚乐队平克·弗洛伊德成员罗杰·沃特斯在Facebook页面表示支持抗议者。[88]英国摇滚乐队电台司令主唱汤姆·约克在他的Facebook页面表示支持抗议者。[89]